# Arnau Cadell
Arnau Cadell o Gatell fou un escultor català del segle xii i xiii. Junt amb el seu taller és autor dels capitells dels claustres del monestir de Sant Cugat iniciat vers el 1190 i de la catedral de Girona.
Les representacions als capitells fets per Cadell mostren ornaments vegetals, formes corínties, escenes de la vida del monjos i temes històrics de la Bíblia que tenen relació amb els capitells de Sant Pere de Galligants.
Arnau Cadell és el primer artista català conegut amb nom i cognom. Es conserva el seu testament redactat a Girona l'any 1221 en el qual deixa béns al monestir de Sant Cugat i a la Catedral de Girona. A més al claustre del monestir de Sant Cugat es troba un autoretrat seu (avui en dia incomplet) i una signatura que diu en llatí: «Aquesta és la imatge de l'escultor Arnau Cadell, que construí aquest claustre per a la posteritat».